# Коссак, Иван Иосифович
Иван Иосифович Коссак (укр. Іван Йосипович Коссак; 11 сентября 1876, Дрогобыч — 15 января 1927, Киев) — украинский военный деятель, поручик Украинских сечевых стрельцов и сотник Украинской галицкой армии.

## Биография
Родился 11 сентября 1879 года в Дрогобыче. Братья Григорий и Василий. Окончил Львовский университет, педагогический факультет. Преподавал в учительской семинарии в Чорткове, возглавлял местное отделение Сокольского движения. Глава кооператива «Сельский хозяин», директор кредитного общества «Народный Дом», организатор местного отделения «Пласта».
2 сентября 1914 года отправился на фронт Первой мировой войны в составе легиона УСС, направлен в 3-й полукурень Степана Шухевича, 9 сентября назначен сотником вместо Теодора Рожанковского. 18 октября Шухевич со своим полукуренем вышел к Бориславу, Дрогобычу и Нагуевичам. 20 октября сотня Коссака вошла в Дрогобыч, проведя бой у Сельце против русских войск. Во время боёв УСС за Стрый сотня Коссака держала оборону у Синеводска, частично замедлив темпы наступления русских войск. Австрийцы, потеряв большое число убитыми и ранеными, отступили. 25 ноября 1914 года после боёв под Тухолькой на несколько дней наступление Русской императорской армии приостановилось. 1 декабря 1914 года в своём письме к члену Украинского боевого управления Ивану Боберскому Коссак отметил высокий боевой дух стрельцов.
С 1917 по 1918 годы Коссак был адъютантом при Серожупанной дивизии. Во время Польско-украинской войны воевал на стороне Украинской галицкой армии на Тернопольщине. С середины 1919 года был военным атташе УНР в Риме. После краха УНР и окончания гражданской войны переехал в УССР в 1925 году, где устроился работать в банковской кооперации. Автор воспоминаний об Иване Франко.
Скоропостижно скончался 15 января 1927 года в Киеве на квартире Михаила Грушевского.